# Josh Kelly
Josh Kelly (Yokosuka, 25 aprile 1982) è un attore statunitense.
Noto per il ruolo di Cutter Wentworth in Una vita da vivere e di Cody Bell in General Hospital.

## Biografia
Prima di diventare attore, ha prestato servizio nei Rangers partecipando a tre missioni in Afghanistan e una in Iraq. Durante una di queste missioni, si ruppe una gamba.

## Filmografia

### Cinema
- Transformers - La vendetta del caduto (Transformers: Revenge of the Fallen), regia di Michael Bay (2009)
- Transformers 3 (Transformers: Dark of the Moon), regia di Michael Bay (2011)
- Jarhead 2: Field of Fire, regia di Don Michael Paul (2014)

### Televisione
- Ugly Betty – serie TV, episodio 1x13 (2007)
- Las Vegas – serie TV, episodio 5x03 (2007)
- Moonlight – serie TV, episodio 1x06 (2007)
- CSI: Miami – serie TV, episodio 6x13 (2008)
- True Blood – serie TV, episodio 1x01 (2008)
- NCIS: Los Angeles – serie TV, episodio 1x11 (2010)
- FlashForward – serie TV, episodio 1x12 (2010)
- Una vita da vivere (One Life to Live) – soap opera, 120 puntate (2010-2013)
- Rizzoli & Isles – serie TV, episodio 3x15 (2012)
- Army Wives – serie TV, 2 episodi (2012)
- Unreal – serie TV, 30 episodi (2015-2018)
- The Night Shift – serie TV, episodio 4x07 (2017)
- Midnight, Texas – serie TV, 5 episodi (2018)
- La dolce luce del Natale (Christmas Bells Are Ringing), regia di Pat Williams – film TV (2018)
- Grey's Anatomy – serie TV, episodio 16x18 (2020)
- General Hospital – soap opera (2022-in corso)
- NCIS: Origins – serie TV, episodio 1x13 (2025)

## Doppiatori italiani
Nelle versioni in lingua italiana delle opere in cui ha recitato, Josh Kelly è stato doppiato da:
- Raffaele Carpentieri in Station 19, Grey's Anatomy
- Alberto Bognanni in Unreal
- Massimo Bitossi in What/If
- Riccardo Scarafoni in NCIS: Origins